# Уат Арун
Уат Арун (на тайски: வாட் அருண்) е будистки храм в Банкок, столицата на Тайланд.
Разположен е в квартала Банкок Яй, на западния бряг на река Чаупхрая. Съществува поне от средата на XVII век, като характерните му съвременни кули са построени в началото на XIX век при управлението на крал Рама II. Храмът носи името на индуисткото божество Аруна, персонификация на изгряващото слънце.